# Iglesia de San Nicolás (Santiago de Chile)
La iglesia San Nicolás del Patriarcado Ortodoxo de Antioquía está ubicada en la comuna de Recoleta, dentro del barrio Patronato, a pasos de la intersección de las esquinas de Eusebio Lillo y el Manzano. Está insertada en un lugar de uso mayoritariamente comercial y sirve como punto de referencia en el barrio con el motivo de su gran altura, dos a tres pisos. Cuenta con una gran influencia en el sector debido a los inmigrantes árabes cristianos que llegaron al país a fines del siglo xix, de los cuales sus descendientes aún frecuentan la iglesia y forman parte de la comunidad ortodoxa en Chile.

## Historia
La iglesia fue construida sobre la capilla del convento de las monjas clarisas en el año 1915. Posteriormente en el año 1984 el arzobispado de Santiago le entrega al Patriarcado Ortodoxo de Antioquía la construcción y es inaugurada como la Iglesia San Nicolás, transformándose en el sexto templo para el Patriarcado de Antioquía en Chile.

## Descripción
La iglesia está compuesta por una planta de tres naves, una central y dos laterales. Tiene características marcadas de la Arquitectura neogótica, como lo es la presencia de una única torre exterior, una bóveda nervada y los pilares fasciculados del interior. Posee vitrales, un claristorio y un iconostasio inconfundibles de las iglesias ortodoxas. La fachada se caracteriza por un vitral neogótico al centro de la iglesia y por la presencia un gran arco ojival.
El sistema de construcción de adobe y muros de ladrillo. La albañilería en ladrillo se aprovecha de buena manera y con gran expresividad en la techumbre. Las terminaciones exteriores son en mampostería de ladrillo y aplicaciones de yeso.

### Servicios eucarísticos
La iglesia abre exclusivamente los días domingo y solo durante el horario de misa. Desde las 12:00 del día hasta las 14:00 de la tarde. Al momento de entrar a la iglesia, arriba de cada una de las bancas, se coloca una guía para orientar a los asistentes de la ceremonia, la cual pueden utilizar de manera gratuita pero con la condición de devolverla después. Además, cuenta con una secretaría al costado derecho en donde los fieles se reúnen después de la ceremonia para dialogar y compartir.